# Хуго фон Хоенлое-Йоринген
Фридрих Вилхелм Евгений Карл Хуго фон Хоенлое-Йоринген (на немски: Friedrich Wilhelm Eugen Karl Hugo 4.Fürst zu Hohenlohe-Oehringen; * 27 май 1816 в Щутгарт; † 23 август 1897 в дворец Славенциц (Slawentzitz), Ополско войводство, Горна Силезия) е 4. княз на Хоенлое-Йоринген, херцог на Уязд (18 октомври 1861), граф на Глайхен, немски офицер с ранг генерал, политик и минен-индустриалец.
Той е вторият син, третото дет, на княз Август фон Хоенлое-Йоринген (1784 – 1853) и съпругата му херцогиня Луиза фон Вюртемберг (1789 – 1851), дъщеря на херцог Евгений Фридрих Франц фон Вюртемберг (1758 – 1822) и принцеса Луиза фон Щолберг-Гедерн (1764 – 1828).
По-големият му брат Фридрих фон Хоенлое-Йоринген (1812 – 1892) се отказва 1842 г. от правата си като първороден син. По-малкият му брат е Феликс фон Хоенлое-Йоринген (1818 – 1900),
Хуго следва в Берлин в лесничейската академия Тарант. На 16 февруари 1835 г. влиза като под-лейтенант на конницата във войската на Вюртемберг. Като ритмайстер той е от 28 юни 1841 г. адютант на крал Вилхелм I от Вюртемберг, става през август 1849 г. полковник. На 16 октомври 1851 г. Хуго напуска по свое желание войската.
От 1849 г. Хуго фон Хоенлое-Йоринген поема фамилните собствености. На края на живота си той е един от най-големите производители на цинк в света. През 1866 г. Хуго е генерал-лейтенант в Немската война.
Хуго фон Хоенлое-Йоринген умира на 23 август 1897 г. на 81 години в Славенциц.

## Фамилия
Хуго фон Хоенлое-Йоринген се жени на 15 април 1847 г. в Донауешинген за Паулина Вилхелмина Каролина Амалия фон Фюрстенберг (* 11 юни 1829, Донауешинген; † 3 август 1900, Славенциц), дъщеря на княз Карл Егон II фон Фюрстенберг (1796 – 1854) и Амалия фон Баден (1795 – 1869). Те имат девет деца:
- Август Карл Кристиан Крафт фон Хоенлое-Йоринген (* 21 март 1848, Йоринген; † 14 май 1926, Унгария), 5. княз на Хоенлое-Йоринген, 2. херцог на Уязд, неженен
- Мария Фелицитас (* 25 юли 1849, Шафхаузен; † 31 януари 1929, Меферсдорф), омъжена на 25 юни 1877 г. в Славенциц за принц Хайнрих XIX Ройс-Кьостриц (* 30 август 1848, Лайпциг; † 13 март 1904, Меферсдорф), син на княз Хайнрих II Ройс-Кьостриц (1803 – 1852) и графиня Клотилда Шарлота София фон Кастел-Кастел (1821 – 1860), нямат деца
- Луиза Мария (* 14 юли 1851, Славенциц; † 18 февруари 1920, Славенциц), омъжена на 24 юни 1872 г. в Славенциц за граф Фридрих Лудвиг фон Франкенберг-Лудвигсдорф (* 5 февруари 1835, Бреслау; † 31 декември 1897, Славенцицег)
- Август Карл Адолф Емил Александер (* 2 януари 1854, Славенциц; † 27 януари 1884, Сан Ремо), принц на Хоенлое-Йоринген, неженен
- Фридрих Карл (* 21 септември 1855, Славенциц; † 27 декември 1910, Париж), принц на Хоенлое-Йоринген, женен на 17 август 1892 г. в Лондон за графиня Мария фон Хацфелт (* 10 януари 1871, Берлин; † 15 април 1932, Париж)
- Йохан (Ханс) Хайнрих Георг фон Хоенлое-Йоринген (* 24 април 1858, Славенциц; † 24 април 1945, Опург), 6. княз на Хоенлое-Йоринген, женен на 29 април 1889 г. в Бамберг за принцеса Гертруда Августа Матилда Олга цу Хоенлое-Йоринген (* 3 април 1862, Хайделберг; † 21 април 1935, Бреслау), дъщеря на чичо му принц Феликс цу Хоенлое-Йоринген (1818 – 1900)
- Макс Антон Карл (* 2 март 1860, Славенциц; † 14 януари 1922, Берлин), принц на Хоенлое-Йоринген, пруски генерал-майор, женен на 11 февруари 1890 г. във Висбаден за графиня Хелена фон Хацфелт (* 3 март 1865, Париж; † 21 май 1901, Берлин)
- Хуго Фридрих (* 26 септември 1864, Славенциц; † 31 октомври 1928, Берлин-Лихтерфелде), принц на Хоенлое-Йоринген, граф на Хермерсберг, женен на 9 април 1904 г. във Вилмерсдорф до Берлин за Хелга Валтер-Хагер (* 26 юли 1877, Копенхаген; † 31 октомври 1951, Берлин), нямат деца
- Маргарета Мария Елизабет (* 27 декември 1865, Славенциц; † 13 юни 1940, Дрезден), омъжена на 25 октомври 1887 г. в Славенциц за граф Георг Албрехт Вилхелм фон Хоенау (* 25 април 1854, дворец Албрехтсберг, Дрезден; † 28 октомври 1930, Бад Флинсберг)